# Helmut W. Pesch

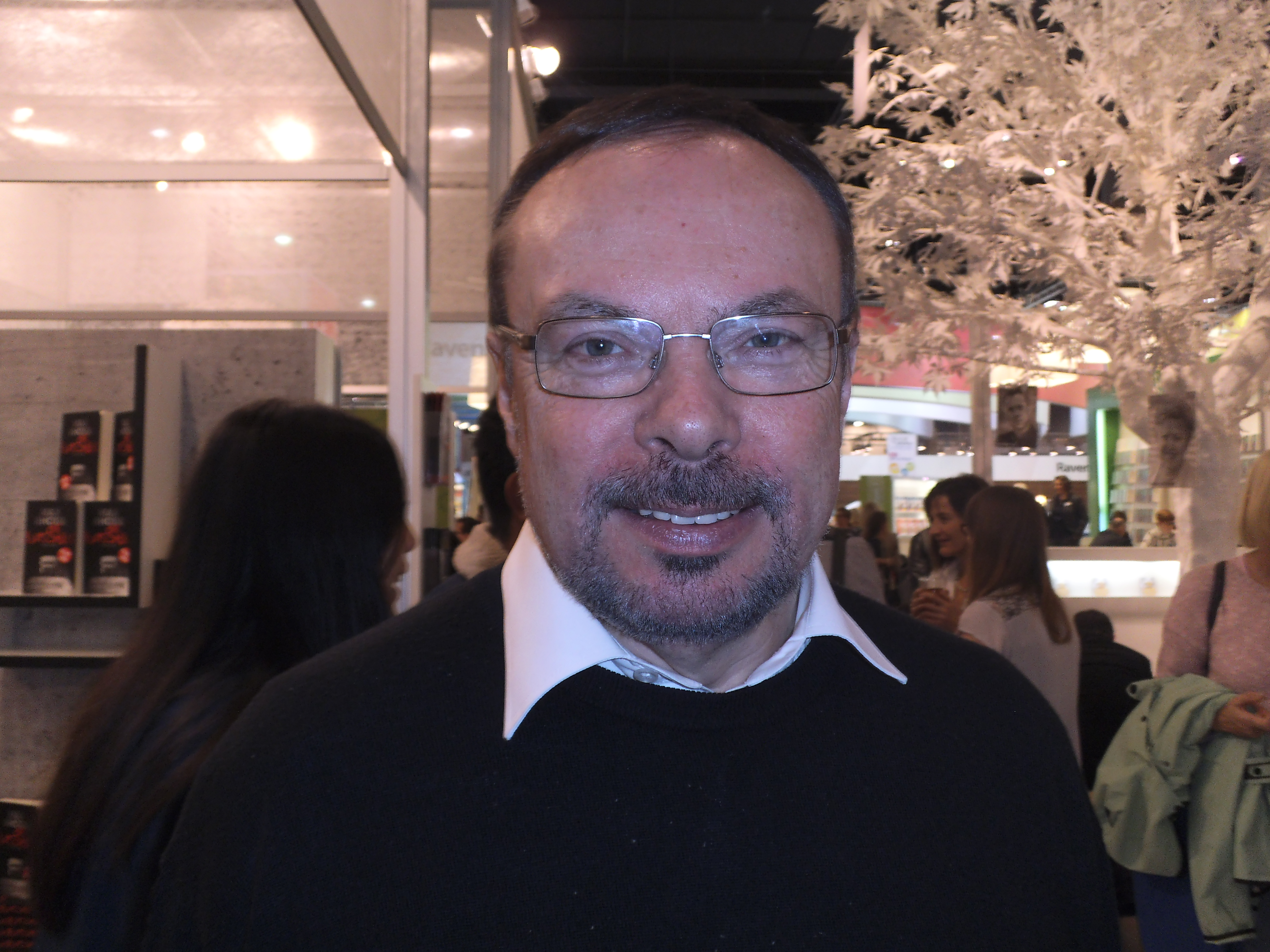
Helmut W. Pesch, Frankfurter Buchmesse 2015

Helmut W. Pesch (* 30. August 1952 in Mönchen Gladbach) ist ein deutscher Fantasyautor, Illustrator, Übersetzer und Verlagslektor. Er gilt als Experte für das Werk J. R. R. Tolkiens.

## Leben
Helmut W. Pesch wuchs in Kevelaer am Niederrhein auf, nach seinem Abitur und der Ableistung des Zivildienstes studierte er Anglistik, Kunstgeschichte und Klassische Archäologie an der Universität zu Köln und der University of Glasgow. 1981 promovierte er zum Dr. phil mit dem Thema Fantasy. Theorie und Geschichte einer literarischen Gattung. Die 1982 veröffentlichte Arbeit (2. Ausgabe 2001) war die erste Studie in Deutschland über Fantasy-Literatur. Pesch wurde hierfür 1982 mit dem Deutschen Fantasy Preis ausgezeichnet. Er betätigt sich auch als Illustrator und Kartenzeichner oder Übersetzer (aus dem Englischen) und als Literatur- und Sprachwissenschaftler. Des Weiteren arbeitete er ab 1987 als Verlagslektor für Belletristik bei der Verlagsgruppe Lübbe und war seit Oktober 2011 Lektor für digitale Medien bei Bastei Entertainment, dort ab 2013 bis zu seinem Ruhestand im September 2015 Programmleiter, zuerst bei Bastei Entertainment und ab 2014 in der neugegründeten Abteilung Content Management, die sich mit Stoffentwicklung und crossmedialen Projekten beschäftigt.
Über seine persönlichen Interessen schreibt Pesch:

„Mein wissenschaftliches Interesse gilt vor allem der Fantastikforschung und Gattungstheorie und darüber hinaus dem Werk J.R.R. Tolkiens, zu dem ich eine umfangreiche Sammlung an Sekundärliteratur zusammengetragen habe. Zu diesem Autor habe ich recht früh eine kritische Anthologie, J.R.R. Tolkien: Der Mythenschöpfer (1984) – die seinerzeit vielen Studenten als Grundlage gedient hat – und einen Band mit eigenen Aufsätzen und Vorträgen, Das Licht von Mittelerde (1994), herausgebracht. […] Sofern mir dies alles noch Zeit lässt, beschäftige ich mich mit dem Entwerfen von literarischen Landkarten, dem Gestalten von Schriften oder dem Bemalen von Miniaturfiguren. Aus meiner Studienzeit in Schottland habe ich mir eine besondere Liebe für alles Keltische bewahrt (wozu auch ein guter Malt Whisky gehört).“

## Illustrator, Übersetzer, Lektor
Zur 1973 bis 1975 bei der Pabel Verlag KG erscheinenden Fantasy-Serie Dragon – Söhne von Atlantis steuerte Pesch Titelbilder und Landkarten bei. Die Fantasy-Serie Mythor, ab 1980 im Pabel-Moewig Verlag erscheinend, bereicherte er mit Innenillustrationen. Auch bei Mythor stammten die Landkarten von ihm. Seine Landkarten wurden auch in deutschen Ausgaben der Romane des Fantasy-Autors David Eddings abgedruckt.
Pesch übertrug ab 1984 Romane von unter anderem Lloyd Alexander, James Branch Cabell, Eric Rücker Eddison, Ursula K. Le Guin, Brian Lumley, Dennis L. McKiernan, Naomi Mitchison, John Myers Myers, Diana L. Paxson, Thomas Alan Shippey, J. R. R. Tolkien, Joan D. Vinge und Catherine Webb aus dem Englischen. Seine Übersetzung von Dennis L. McKiernans Drachenkampf (im Original Dragondoom) wurde für den Kurd-Laßwitz-Preis 1993 nominiert und dort auf den sechsten Platz gewählt. Den Kurt-Laßwitz-Preis 2024 gewann er für seine Übersetzung von Ursula K. Le Guins Roman Always Coming Home (deutsche Übersetzung: Immer nach Hause), die er gemeinsam mit Matthias Fersterer und Karen Nölle anfertigte.
Als Lektor betreute er Romane von Ken Follett und David Baldacci, Stephen King, Peter Berling, Johannes K. Soyener und Wolfram zu Mondfeld, Thomas Gifford, Andreas Eschbach und Wolfgang Hohlbein.

## Schriftsteller
In den späten 1960er-Jahren begann Pesch mit dem Schreiben und veröffentlichte einige Fan-Stories in den frühen 1970er-Jahren. Danach betätigte er sich überwiegend im Bereich der Übersetzungen und der theoretischen Beschäftigung mit Fantasy, was ihn zu insgesamt fünf Romanen inspirierte, die er teilweise zusammen mit Horst von Allwörden verfasste.
Helmut W. Pesch gilt als Experte für J. R. R. Tolkien. Im Corian-Verlag gab er 1984 mit J. R. R. Tolkien. Der Mythenschöpfer eine kritische Anthologie zu Tolkiens Werk heraus. Er ist Autor von Aufsätzen wie J. R. R. Tolkiens linguistische Ästhetik (Corian-Verlag 1984), Tolkien 2001. Ein Bestandsaufnahme (Bastei-Lübbe 2001) und Eine Welt aus Sprache. Zum Sprachbegriff bei J. R. R. Tolkien (Schriftenreihe und Materialien der Phantastischen Bibliothek Wetzlar, 2006). Er gab die deutsche Ausgabe von Robert Fosters Das große Mittelerde-Lexikon heraus.

### Romane
Elderland-Saga
- Die Ringe der Macht. Lübbe, Bergisch Gladbach 1998, ISBN 3-404-20333-X. (mit Horst von Allwörden).
- Die Herren der Zeit. Bastei-Lübbe, Bergisch Gladbach 2000, ISBN 3-404-20401-8.
- Der Ring der Zeit. Bastei-Lübbe, Bergisch Gladbach 2008, ISBN 3-404-28525-5. (Sammelband).

Anderswelt-Trilogie
- Die Kinder der Nibelungen. Ueberreuter, Wien 1998, ISBN 3-8000-2763-1.
- Die Kinder von Erin. Ueberreuter, Wien 1999, ISBN 3-8000-2561-2.
- Die Kinder von Avalon. Ueberreuter, Wien 2001, ISBN 3-8000-2763-1.

### Sachbücher
- Fantasy. Theorie und Geschichte einer literarischen Gattung. Forchheim/Passau 1982, ISBN 3-924443-00-9.
- J. R. R. Tolkien, der Mythenschöpfer. Corian-Verlag, Meitingen 1984, ISBN 3-89048-205-8 (als Herausgeber).
- Das Licht von Mittelerde. (= Tolkiana. Band 1). Passau 1994, ISBN 3-924443-90-4.
- Elbisch – Grammatik, Schrift und Wörterbuch der Elben-Sprache J.R.R. Tolkiens. Bastei-Lübbe, Bergisch Gladbach 2003, ISBN 3-404-20476-X.
- Elbisch – Lern und Übungsbuch der Elben-Sprache J.R.R. Tolkiens. Bastei-Lübbe, Bergisch Gladbach 2004, ISBN 3-404-20498-0.
- Das grosse Elbischbuch – Grammatik, Schrift und Wörterbuch der Elben-Sprache J.R.R. Tolkiens mit Anhängen zu den Sprachen der Zwerge und Orks. Bastei-Lübbe, Bergisch Gladbach 2009, ISBN 978-3-404-28524-2.

### Übersetzungen
- Michael Green: Das kleine Tolkien-Buch. Ars-Ed., München 2002, ISBN 3-7607-3109-0. (OT: A Tolkien treasury.)
- Lloyd Alexander: Der Findling und andere Geschichten aus Prydain. Bastei Lübbe, Bergisch Gladbach 2003, ISBN 3-404-20475-1. (OT: Taran.)
- Brian Simmons: Ein Mini-Lexikon zu „Herr der Ringe“. Ars-Ed., München 2003, ISBN 3-7607-3115-5. (OT: The brother Hildebrandt’s Lord of the Rings.)
- Bob Marshall-Andrews: Der Palast der Weisheit. Aufbau-Taschenbuch-Verlag, Berlin 2004, ISBN 3-7466-2086-4. (OT: The palace of wisdom.)
- Tom Shippey: Der Weg nach Mittelerde. Wie J.R.R. Tolkien „Der Herr der Ringe“ schuf. Klett-Cotta, Stuttgart 2008, ISBN 978-3-608-93601-8. (OT: The Road to Middle-earth.)
- Catherine Webb: Die Lucifer-Chroniken. Zwei Romane in einem Band. Bastei Lübbe, Köln 2011, ISBN 978-3-404-20628-5.
- Dennis L. McKiernan: Die Zwergen-Saga. Band 1: Zwergenkrieger. Weltbild, Augsburg 2012, ISBN 978-3-86365-500-6. (OT: Dragondoom.).
- J. R. R. Tolkien: Die Kinder Húrins. (Gemeinsam mit Hans J. Schütz). Klett-Cotta, Stuttgart 2012, ISBN 978-3-608-96041-9. (OT: The Tale of the Children of Húrin.).
- Robert Foster: Das große Mittelerde-Lexikon. (Ein alphabetischer Führer zur Fantasy-Welt von J. R. R. Tolkien, überarbeitete Neuauflage). Bastei Lübbe, Bergisch Gladbach 2012, ISBN 978-3-404-20453-3. (OT: The complete guide to Middle-earth.)
- Wendy Alec: Sohn der Verdammnis. Die Chronik der Erzengel. Bastei Lübbe, Köln 2013, ISBN 978-3-404-20700-8. (OT: Chronicles of Brothers 3: Son of Perdition.)
- Eric Rücker Eddison: Der Wurm Ouroboros. Bastei-Verlag, Bergisch Gladbach 1997, ISBN 3-404-20319-4. (OT: The Worm Ouroboros.)
- J. R. R. Tolkien: Beren und Lúthien. (Gemeinsam mit Hans-Ulrich Möhring). Klett-Cotta, Stuttgart 2017, ISBN 978-3-608-96165-2. (OT: Beren and Lúthien).
- J. R. R. Tolkien: Der Fall von Gondolin. Klett-Cotta, Stuttgart 2018, ISBN 978-3-608-96378-6. (OT: The Fall of Gondolin).